# Nhiệt Ái
Nhiệt Ái hay Passionate Love là bộ phim truyền hình Hàn Quốc sản xuất năm 2013 được chiếu trên kênh SBS từ ngày 28 tháng 9 năm 2013 với sự tham gia của Sung Hoon, Choi Yun-yeong, Sim Ji-hyo, Jeon Gwang-ryeol...
Đặc biệt có sự xuất hiện của Seohyun, thành viên nhỏ tuổi nhất của nhóm nhạc Girls' Generation lần đầu tiên với tư cách diễn viên trong 4 tập đầu phim .

## Cốt truyện
Câu chuyện kể về mối tình sâu đậm nhưng trắc trở giữa Kang Mu-yeol và Han Yu-jeong.
Kang Mu-yeol là thế hệ thứ ba của một gia đình tài phiệt. Dường như nhìn từ bên ngoài anh không còn thiếu thứ gì nhưng thực ra, Mu-yeol lớn lên giữa các xích mích gia đình và nỗi đau từ sự mất mát mối tình đầu đẹp đẽ với cô gái thiên thần, Han Yu-rim.
Trong khi đó, Han Yu-jeong là một cô gái trong sáng, siêng năng, vô cùng độc lập và tinh nghịch, ngang bướng. Nhưng chính những tính cách này đã giúp cô vượt qua sự mất mát đột ngột của gia đình - cô chính là em gái của Yu-rim.
10 năm sau sự ra đi của Yu-rim, cả Mu-yeol và em trai kế Hong Su-hyeok đều phải lòng với Yu-jeong. Thế nhưng, tình yêu giữa Mu-yeol và Yu-jeong lại vướng phải mối bất hòa không thể giải tỏa giữa hai gia đình.

## Diễn viên

### Diễn viên chính
- Sung Hoon vai Kang Mu-yeol
- Choi Yun-yeong vai Han Yu-jeong
- Sim Ji-hyo vai Hong Su-hyeok
- Jeon Gwang-ryeol vai Kang Mun-do
- Hwang Sin-hye vai Hong Nan-cho
- Jeon Mi-seon vai Yang Eun-suk

### Diễn viên phụ
- Lee Won-geun vai Kang Mu-yeol (lúc nhỏ)
- Seohyun vai Han Yu-rim [2][3][4][5][6]
- Lee Hye-in vai Han Yu-jeong
- Yeo Ui-ju vai Hong Su-hyeok
- Ju Hyeon vai Yang Tae-sin
- Yun Mi-ra vai Jang Bok-hui
- Woo Hui-jin vai Yang Hye-suk
- Oh Dae-gyu vai Yu Min-su
- Jin Seo-yun vai Kang Mun-hui
- Kang Seo-jun vai Park Jung-hyeok
- Kang Sin-il vai Han Seong-bok
- Song Chae-hwan vai Song Gyeong-hui
- Lee Han-wi vai Ban Su-bong
- Jeon Su-gyeong vai Ju Nam-ok
- Kim Yun-seo vai Ban Dal
- Lee Jeong-hyeok vai Ban Tae-yang
- Kim Hye-ji vai Cha Mi-rae

## Liên kết
- Trang chủ (tiếng Hàn)